# Bencsics József
Bencsics József, (Szombathely, 1933. augusztus 6. – Budapest, 1995. július 13.) válogatott magyar labdarúgó, csatár.

## Pályafutása

### Klubcsapatban
1954 elején igazolt a Szombathelyi Honvédból a Szombathelyi Lokomotivba. 1956-tól a Bp. Dózsa játékosa volt. 1961 nyarán szerződött a Pécsi Dózsába. Innen még ebben az évben távozott. 1963 júliusában, félév kihagyás után a Szombathelyi Dózsából igazolt a Pécsi Bányászba. Itt 1964 októberéig játszott, majd egy év kihagyás után a PVSK játékosa lett. 1968-tól a Dombóvári Vasutasnál szerepelt. Innen az év végén távozott.
1973-tól a Körmendi MTE edzője volt.

### A válogatottban
1957 és 1958 között 8 alkalommal szerepelt a válogatottban és 1 gólt szerzett. Tagja volt az 1958-as svédországi világbajnokságon részt vevő csapatnak.

## Sikerei, díjai
- Magyar bajnokság
  - bajnok: 1959–60

## Statisztika

### Mérkőzései a válogatottban
| Magyarország | Magyarország         | Magyarország                     | Magyarország  | Magyarország | Magyarország | Magyarország  | Magyarország | Magyarország |
| #            | Dátum                | Helyszín                         | Hazai         | Eredmény     | Vendég       | Kiírás        | Gólok        | Esemény      |
| ------------ | -------------------- | -------------------------------- | ------------- | ------------ | ------------ | ------------- | ------------ | ------------ |
| 1.           | 1957. június 16.     | Stockholm, Råsunda Stadion       | Svédország    | 0 – 0        | Magyarország | barátságos    | -            |              |
| 2.           | 1958. június 15.     | Sandviken, Jernvallen (SWE)      | Magyarország  | 4 – 0        | Mexikó       | vb-csoportkör | 1            | 70'          |
| 3.           | 1958. június 17.     | Stockholm, Råsunda Stadion (SWE) | Wales         | 2 – 1        | Magyarország | vb-csoportkör | -            |              |
| 4.           | 1958. szeptember 14. | Chorzów, Stadion Śląski          | Lengyelország | 1 – 3        | Magyarország | barátságos    | -            |              |
| 5.           | 1958. szeptember 28. | Moszkva, Lenin-stadion           | Szovjetunió   | 3 – 1        | Magyarország | NEK-selejtező | -            |              |
| 6.           | 1958. október 5.     | Zágráb, Makszimir-stadion        | Jugoszlávia   | 4 – 4        | Magyarország | barátságos    | -            |              |
| 7.           | 1958. október 26.    | Bukarest, Augusztus 23. Stadion  | Románia       | 1 – 2        | Magyarország | barátságos    | -            |              |
| 8.           | 1958. november 23.   | Budapest, Népstadion             | Magyarország  | 3 – 1        | Belgium      | barátságos    | -            |              |
|              | Összesen             |                                  |               | 8            | mérkőzés     |               | 1            | gól          |